# Тациан (консул 466 г.)
Тациан (на латински: Tatianus) е политик на Източната Римска империя през 5 век.
През 466 г. той е консул заедно с император Лъв I.